# Taj Mahal Palace & Tower
El Taj Mahal Palace és un prestigiós hotel situat a la regió Colava de Bombai (Índia), al costat de la Porta de l'Índia. Aquest hotel, inaugurat el 1903, pertany al grup Taj Hotels, Resorts and Palaces, del que és l'emblema. Fa gala d'una llista d'hostes distingits entre els quals es troben Mick Jagger, Jacques Chirac, el Príncep Eduard, el Duc de Kent i Caterina, la duquessa de Kent, Harald V de Noruega i la reina Sonia, Marianne Faithfull, el príncep Felip, Carles, el Duc d'Edimburg i el príncep de Gal·les, The Beatles, Bill Clinton, Jacqueline Onassis i Elvis Presley. Des d'un punt de vista arquitectònic, el Taj Mahal Palace & Tower són dos edificis diferents, construïts en èpoques diferents amb estils diferents. La torre s'anomena Taj Intercontinental.

## Història
El Taj Mahal Palace va ser promogut per Jamsetji Tata i va obrir les portes per primera vegada el 16 de desembre de 1903. Es diu que Tata va decidir construir el luxós hotel després que se li va negar l'entrada a un dels grans hotels del seu temps, el Watson's Hotel, els serveis del qual eren “exclusius per a blancs”. L'arquitecte original va ser Sitaram Khanderao Vaidya i D. N. Dirza, no obstant això el projecte va ser finalitzat per l'enginyer anglès W. A. Chambers. El cost de la construcció va ser de 421 milions de rupies. Durant la Primera Guerra Mundial l'hotel va ser convertit en un hospital de 600 llits. En 2008 va ser un dels hotels atacats durant la cadena d'atemptats terroristes que va patir la ciutat el 26 de novembre.